# جبن سويسري
الجبن السويسري  هو اسم عام في أمريكا الشمالية لأصناف عدة ذات الصلة من الجبن الذي يشابه Emmental swiss. بعض أنواع من الجبن السويسري لها مظهر مميز، كما القطع من الجبن مليئة الثقوب المعروفة باسم «عيون». الجبن السويسري يكون لذيذاً، ولكن طعمه ليس حادًا جداً. ومن المعروف أن الجبن السويسري من دون عيون يوصف بأنه جبن «أعمى»

## سبب الفجوات في الجبن السويسري
تنشأ الفجوات التي يعرف بها الجبن السويسري عادةً عن فعل بكتريا أثناء عملية التخمر فالبكتيريا التي تؤخذ أصلاً من معدات العجول تنتج غازات داخل الجبن تتجمع لتكون فجوات أو أعينًا يصل قطرها في بعض الأحيان إلى نصف بوصة. والمفروض أن وجود الفجوات المنتظمة التكوين ذات الجدران اللامعة علامة على جودة الجبن وطيب طعمه. وكان الاعتقاد في الأصل أن بيئة جبال الألب السويسرية ضرورية لتكوين الفجوات. ولكن يُصنع الآن أجود أنواع الجبن السويسري في خارج سويسرا باستخدام منفخة بكتيرية مناسبة. ولقد أدي استخدام سلالات البكتيريا المتواصلة في التحسين من نوع الجبن.